# Van Wassenhove
Van Wassenhove is een geslacht waarvan leden sinds 1928 tot de Belgische adel behoren.

## Geschiedenis
De stamreeks begint met Josse van Wassenhove die in 1648 te Wingene trouwde met Marie de Smet en in 1694 te Ruiselede overleed. Vanaf de 19e eeuw leverde het geslacht bestuurders en militairen.
Bij Koninklijk Besluit van 8 december 1928 werd Arnold van Wassenhove (1879-1947), burgemeester van Kerkhove, verheven in de Belgische adel waardoor hij en zijn nakomelingen de Belgische adellijke titel van jhr. (jkvr.) mogen dragen.

## Enkele telgen
Dr. Alfred van Wassenhove (1845-1896), diplomaat, burgemeester van Eeklo
- Jhr. dr. Arnold van Wassenhove (1879-1947), kapitein infanterie, burgemeester van Kerkhove
  - Jhr. dr. Alfred van Wassenhove (1907-1990)
    - Jhr. André van Wassenhove (1935-2009)
      - Jhr. Serge van Wassenhove (1961), chef de famille
      - Jhr. Hervé van Wassenhove (1962), handelsingenieur, informaticus; trouwde in 1990 met jkvr. Marlène de Wouters (1963), presentatrice en journaliste, lid van de familie De Wouters
        - Jhr. Cédric van Wassenhove (1992), golfer

  - Jhr. Etienne van Wassenhove (1912-2005), kolonel, voorzitter van de familievereniging "Van Wassenhove"

### Adelsallianties
- Dumont de Chassart (1905), Carton de Wiart (1927), De Laminne de Bex (1930, 1968 en 1976), De Broqueville (1942), Van der Straten Waillet (1949), Fallon (1950 en 1956), Von Schorlemmer (1951), De Brochowski (1954), Davignon (1954), Agie de Selsaeten (1969), Della Faille de Leverghem (1969), De Thysebaert (1969), Van Zuylen (1974), Waucquez (1975), Janssens de Varebeke (1975 en 1976), Del Marmol (1979 en 1989), Puissant Baeyens (1985), Poncelet (1986), Houtart (1989), De Wouters d'Oplinter (1990), De Kerchove d'Exaerde (1991), Séjournet de Ramignies (1992), Van Havre (1993), De Spirlet (1997), Maus de Rolley (2003), Behaghel de Bueren (2009)